# Karl-Steinbuch-Stipendium
Das Karl-Steinbuch-Stipendium ist ein Stipendium der Medien- und Filmgesellschaft Baden-Württemberg, das nach dem Informatik-Pionier Karl Steinbuch benannt ist. 
Das Karl-Steinbuch-Stipendium fördert herausragende Spitzentalente aller Fachrichtungen an Hochschulen in  Baden-Württemberg bei der Durchführung von innovativen und kreativen IT- und Medienprojekten, innovative Produktideen oder Dienstleistungen mit wissenschaftlichem, technologischem oder künstlerischem Schwerpunkt. Die geförderten Projekte liegen grundsätzlich außerhalb des Pflichtbereichs des jeweiligen Studiums. Das Stipendium wird einmal im Jahr vergeben. 